# Ваксево
Ва́ксево (болг. Ваксево) — село в Кюстендильській області Болгарії. Входить до складу общини Невестино.

## Населення
За даними перепису населення 2011 року у селі проживали 534 особи.
Національний склад населення села:
| Національність   | Кількість осіб | Відсоток |
| ---------------- | -------------- | -------- |
| болгари          | 520            | 97,9%    |
| цигани           | 6              | 1,1%     |
| Всього відповіли | 531            |          |

Розподіл населення за віком у 2011 році:
Динаміка населення: